# Église de la Nativité-de-la-Vierge de Kiev
L'église de la Nativité-de-la-Vierge (en ukrainien : Церква Різдва Пресвятої Богородиці, Tserkva Rizdva Prestviatoï Bogorodytsi ; en russe : Церковь Рождества Пресвятой Богородицы, Tserkov Rojdestva Presviatoï Bogoroditsy) est un monument architectural situé en Ukraine à Kiev de style baroque cosaque qui date du XVIIe siècle. Il est situé sur le territoire de la laure des Grottes de Kiev, près des catacombes lointaines. C'est actuellement le lieu où est installée l'Académie théologique de Kiev.

## Histoire et architecture

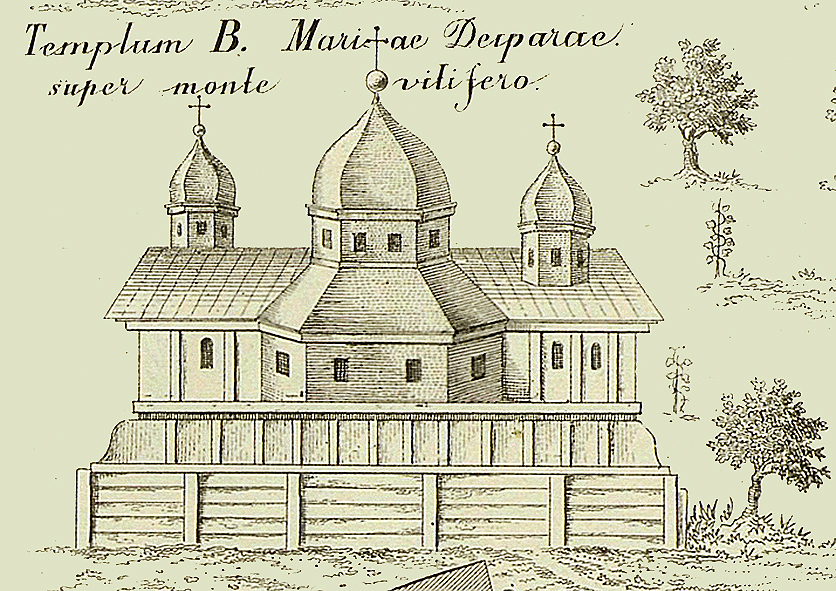
Plans de 1674 pour l'église de la Nativité-de-la-Vierge.

L'église de la Nativité-de-la-Vierge a été construite en 1696 sur le site d'un édifice en bois.
Initialement, l'église comportait trois dômes et trois chambres, ce qui était typique de l'architecture en bois des églises de Kiev à cette époque. En 1767, des extensions ont été faites aux quatre coins de l'église, sur lesquelles quatre bains décoratifs ont également été installés, ce qui a considérablement enrichi la silhouette de l'église. Les murs au niveau des angles et l'abside de l'autel sont décorés de pilastres qui, au sommet, forment une corniche en profil composite. Le portail est décoré de colonnes de l'ordre corinthien.
L'iconostase en bois a été réalisée en 1784 dans le style rococo. Elle comportait des portes impériales rayées d'argent et 66 pièces d'or alliées à leur dorure. Ces portes royales se trouvent maintenant dans la collection Gilbert du musée de Somerset House à Londres.

## Peinture
L'église a été décorée de peintures plusieurs fois. Les premières peintures murales du temple n'ont pas été conservées. En 1817, l'artiste de Kiev, Ivan Kvyatkovsky, a peint le temple, mais pendant la Seconde Guerre mondiale, les peintures ont été gravement endommagées. Entre 1968 et 1970, l'église a été entièrement restaurée selon le projet de l'architecte Makouchenko. Le tableau a été complètement réécrit par des maîtres modernes.

## Galerie

Galerie de l'église de la Nativité-de-la-Vierge
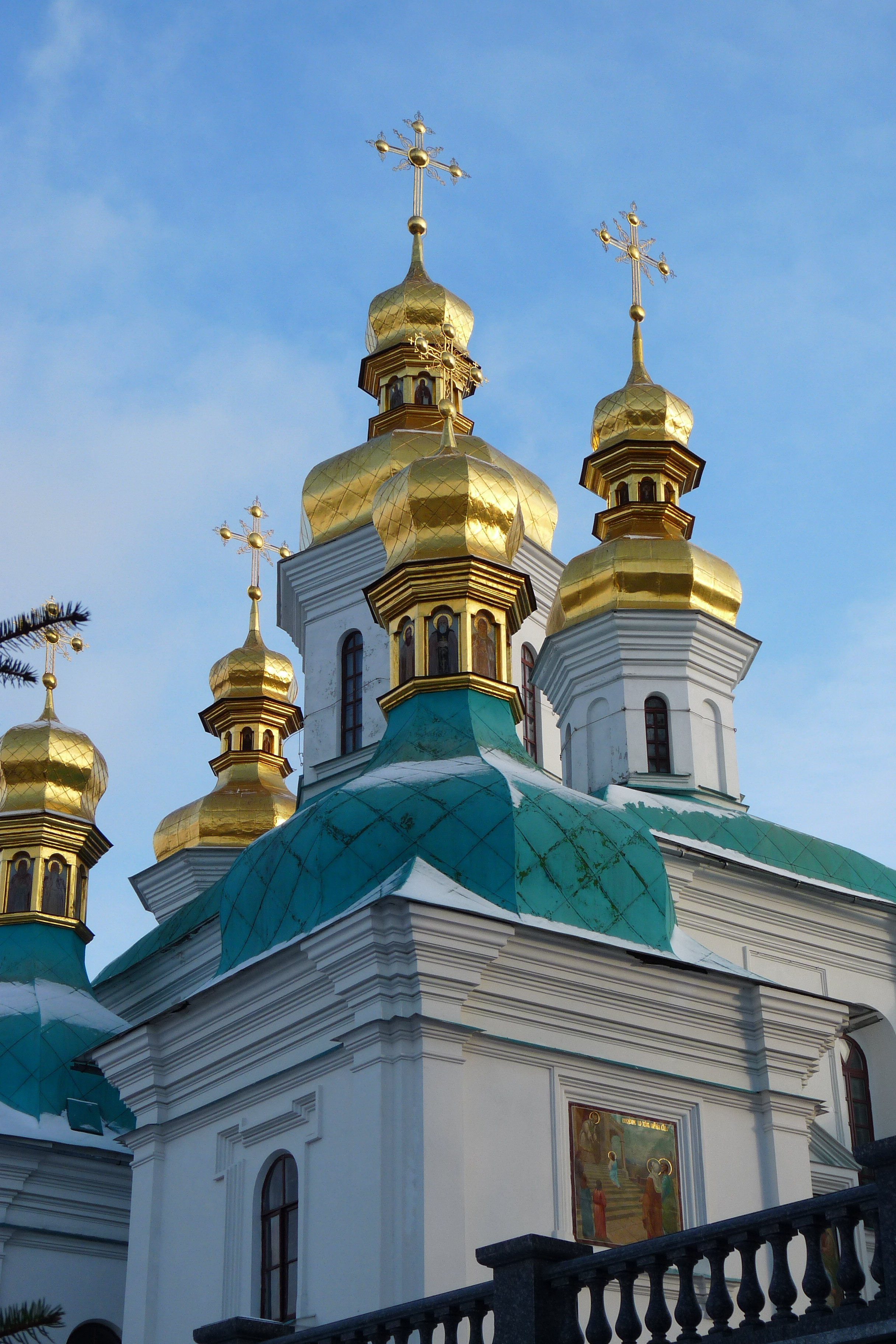
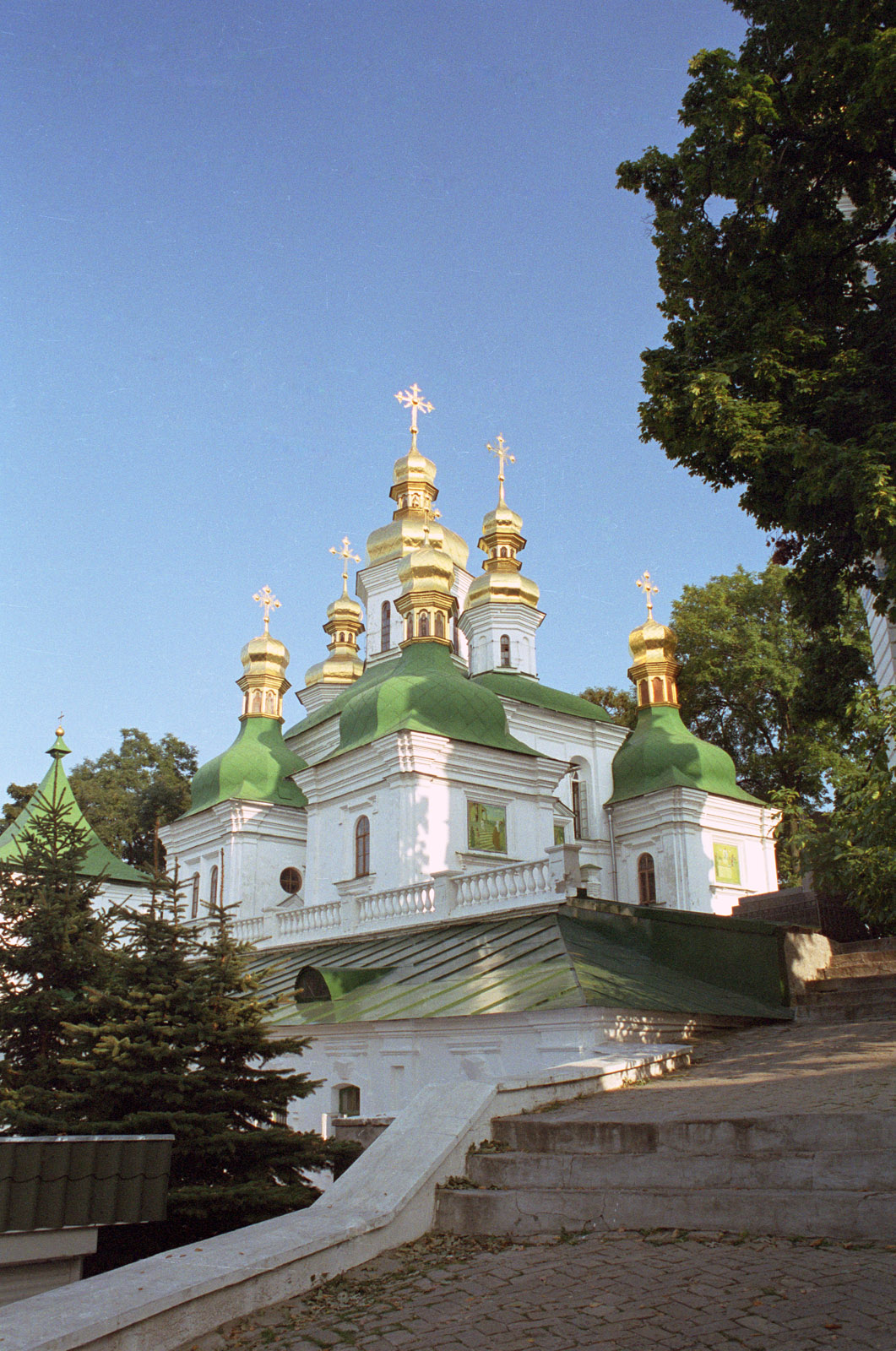
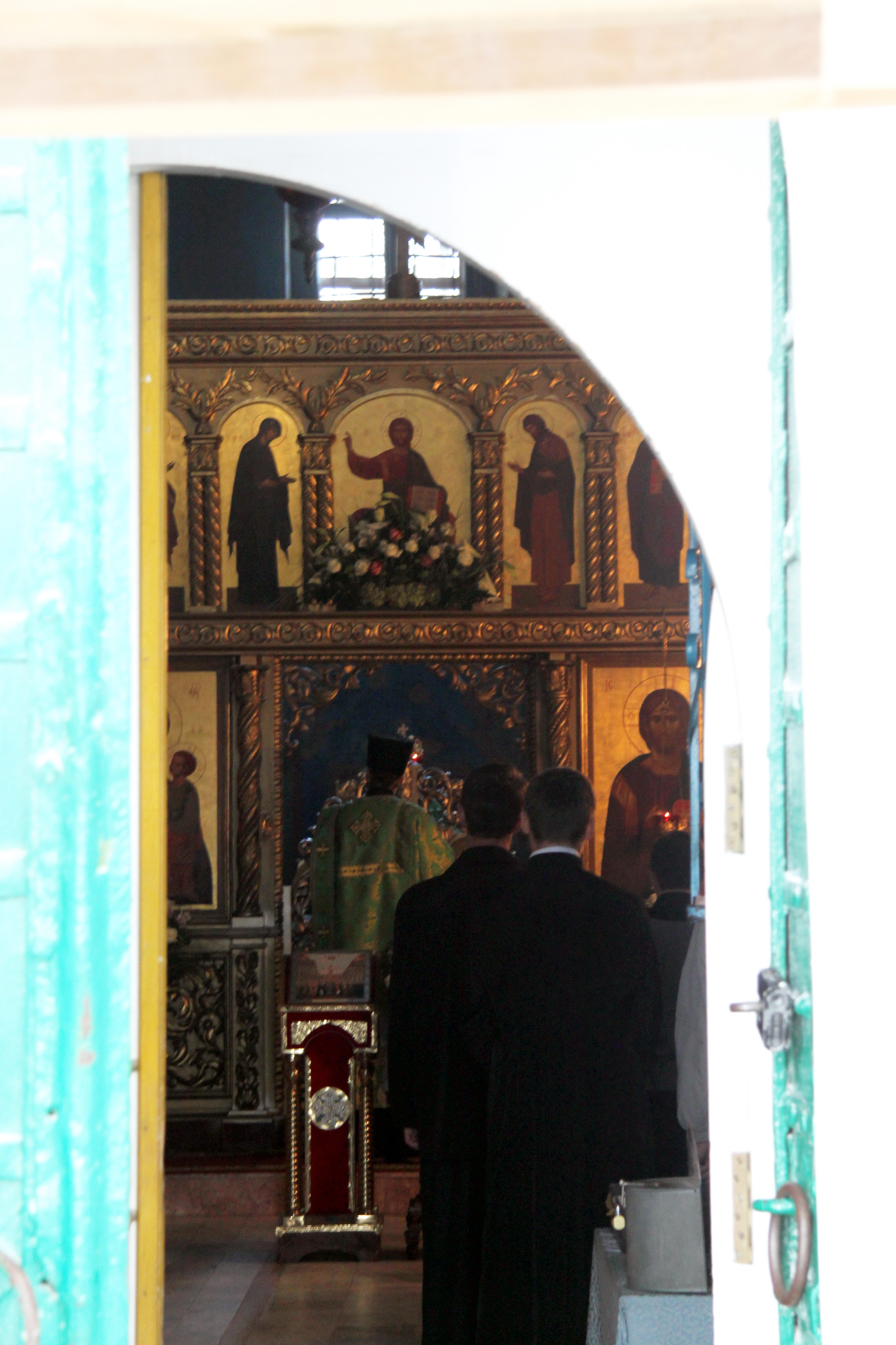
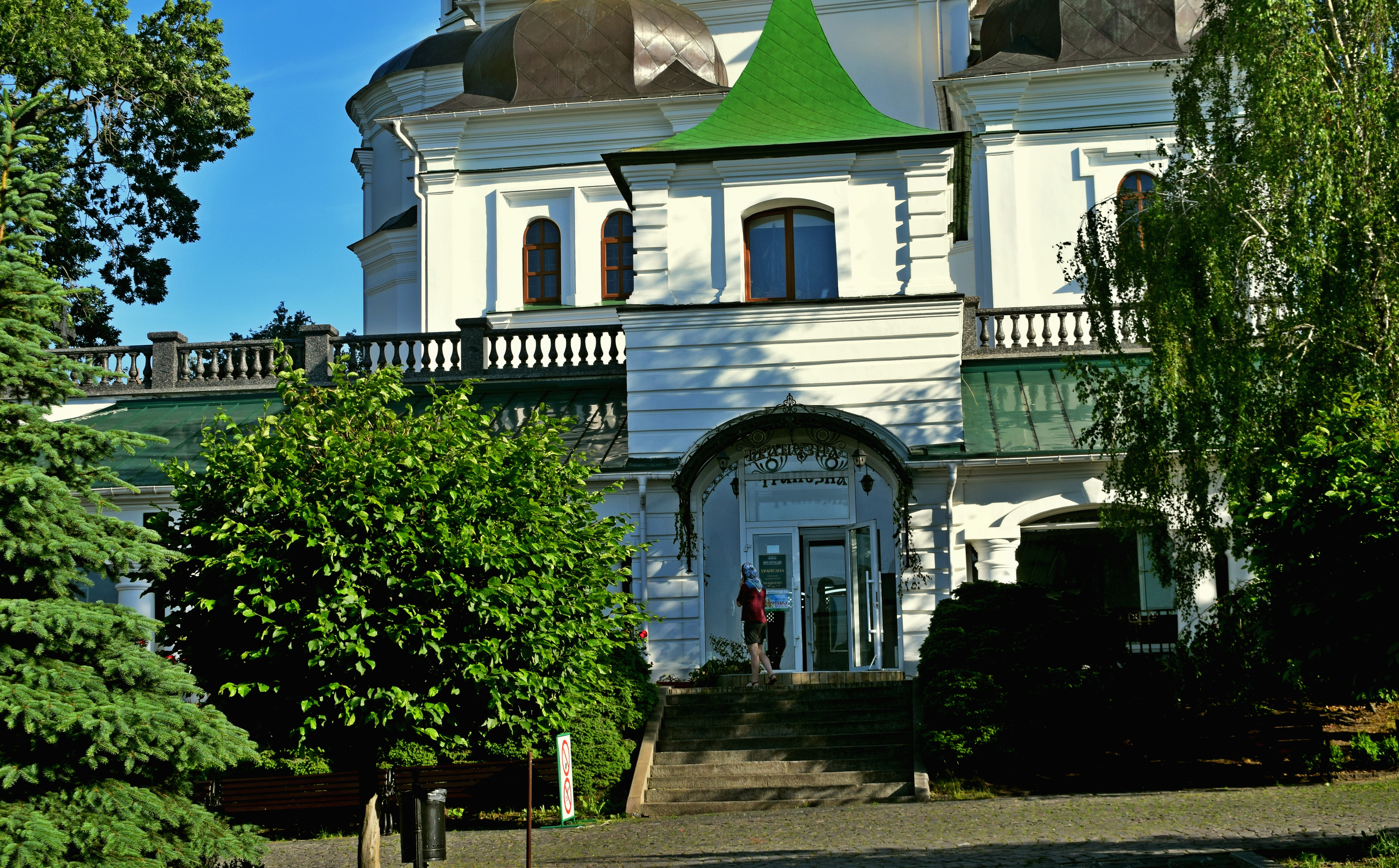
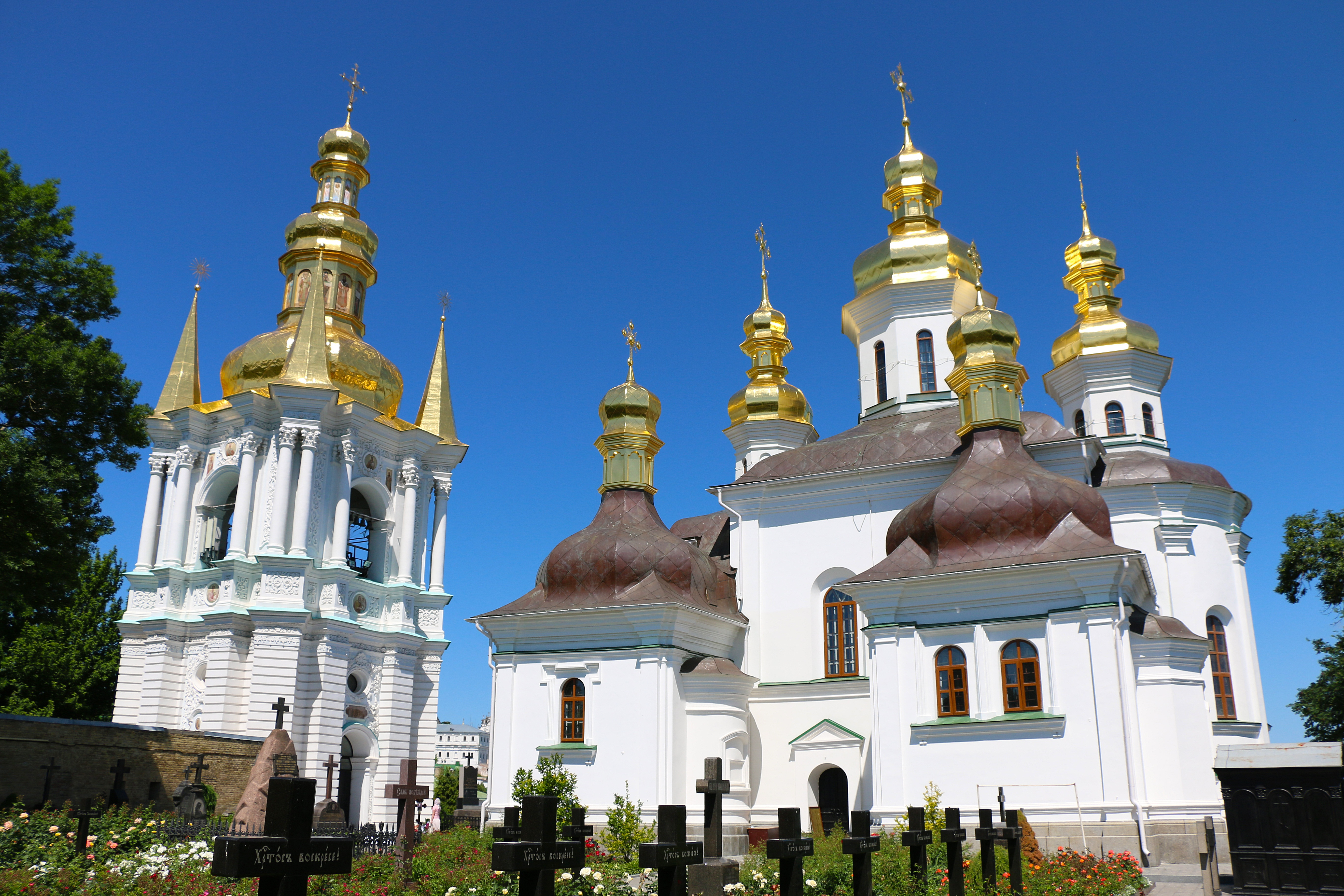
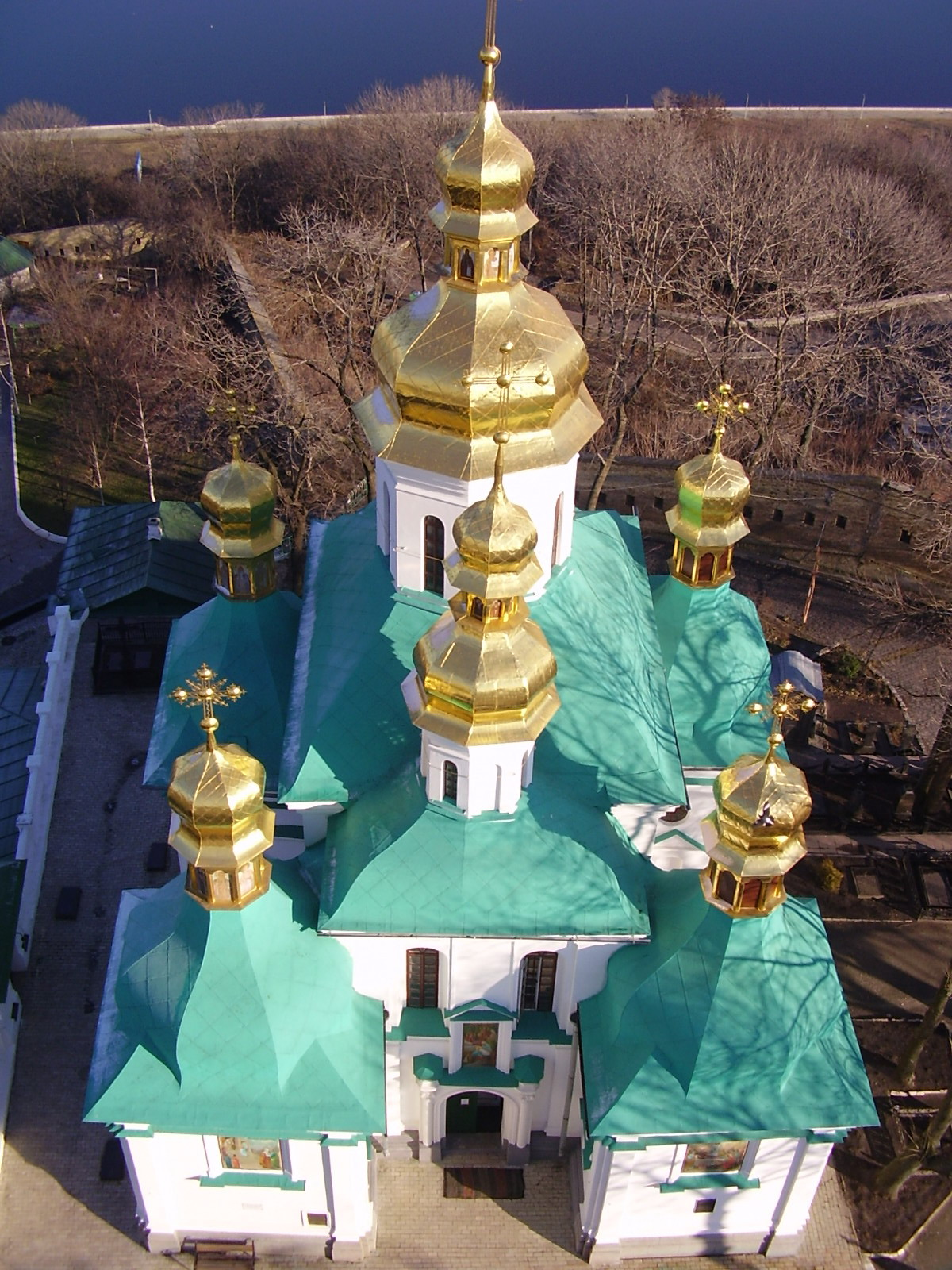